# Bignan
Bignan település Franciaországban, Morbihan megyében. Lakosainak száma 2750 fő (2022. január 1.). Bignan Saint-Allouestre, Buléon, Guéhenno, Saint-Jean-Brévelay, Colpo, Moustoir-Ac, Locminé és Moréac községekkel határos.

## Népesség
A település népességének változása:
| Lakosok száma | 2067 | 2446 | 2567 | 2549 | 2770 | 2784 | 2791 | 2774 | 2758 | 2750 |
|               | 1968 | 1982 | 1990 | 2006 | 2013 | 2015 | 2017 | 2019 | 2020 | 2022 |